# Церковь Сурб Саркис (Лондон)
Церковь Сурб Саркис (церковь Святого Саркиса; англ. St. Sarkis Church) — армянская церковь в Лондоне.

## История и описание
Церковь Сурб Саркис принадлежит Армянской апостольской церкви. Она расположена в лондонском районе Кенсингтон.
Церковь была построена в 1922—23 годах по проекту британского архитектора Артура Дэвиса на средства предпринимателя Галуста Гюльбенкяна, который хотел таким образом почтить память своих родителей. Поскольку отца Галуста звали Саркис, церковь была посвящена Святому Саркису.
Церковь построена в традициях армянской храмовой архитектуры (непосредственным источником вдохновения для архитектора Дэвиса послужила колокольня монастыря Ахпат). Она была и остаётся единственной в Великобритании церковью, построенной в традиционном армянском стиле. Поскольку в Великобритании 1920-х годов трудно было достать вулканический туф — наиболее классический материал для возведения армянских церквей, вместо него использовался местный портлендский камень.
Освящение храма состоялось 11 января 1923 года. После этого церковь дважды расширяли: в 1937 году к северной стене была пристроена крестильня, а в 1950 году на юго-восточной стороне была пристроена ризница.
В 1978 и 1983 годах церковь посещал католикос всех армян Вазген I.
16 января 1981 года британское правительство присвоило церкви статус архитектурного памятника.
Сегодня храм Сурб Саркис является кафедральным собором епархии Великобритании Армянской апостольской церкви.